# Djebel Zaghouan
 (juillet 2024).
Le djebel Zaghouan (arabe : جبل زغوان) est une montagne située dans la partie nord-est de la dorsale tunisienne, sur un espace de neuf kilomètres de long et trois de large. Elle culmine à 1 295 mètres d'altitude au sommet du Ras El Gassâa.

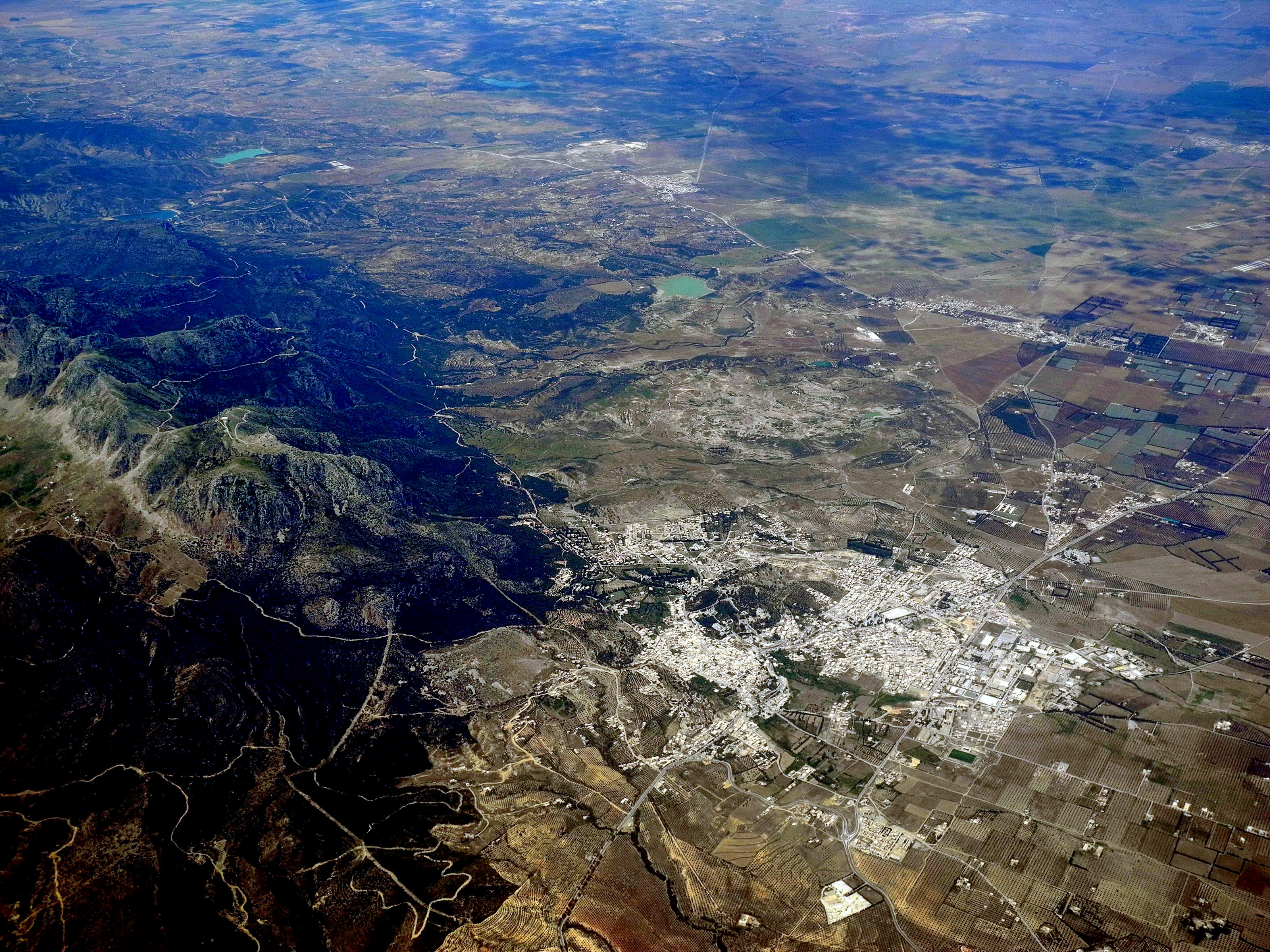
Vue aérienne de Zaghouan et de son djebel.

À une cinquantaine de kilomètres de Tunis, la ville de Zaghouan se situe en contrebas de son versant septentrional.

## Flore et faune
Le couvert végétal riche et fragile comprend les vestiges de l'antique forêt d'oléastres et de caroubiers de la Tunisie septentrionale. Le pin d'Alep y est devenu majoritaire même si l'on y trouve aussi du chêne vert et d'autres types de plantes.
Le massif est peuplé d'une faune riche et diversifiée allant du commun sanglier au plus rare aigle royal. Comme cet oiseau rare, on y rencontre d'autres espèces plus rares telles que l'érable de Montpellier ou l'accenteur alpin (Prunella collaris), une espèce rare d'oiseau d'altitude.

## Patrimoine
Le djebel est inscrit dans un parc national inauguré en 2010. Ses profondeurs abritent diverses grottes fréquentées par les spéléologues.
À 289 m d'altitude se trouve un nymphée, le temple des Eaux, datant de l'époque romaine (IIe siècle). Lieu de captation des sources de montagne, il constituait, avec Aïn Ayed situé à proximité, le point de départ de l'aqueduc de Zaghouan qui alimentait Carthage en eau à partir de 131.
On trouve aussi plusieurs marabouts dont le plus visité est le marabout de Sidi Bou Gabrine.

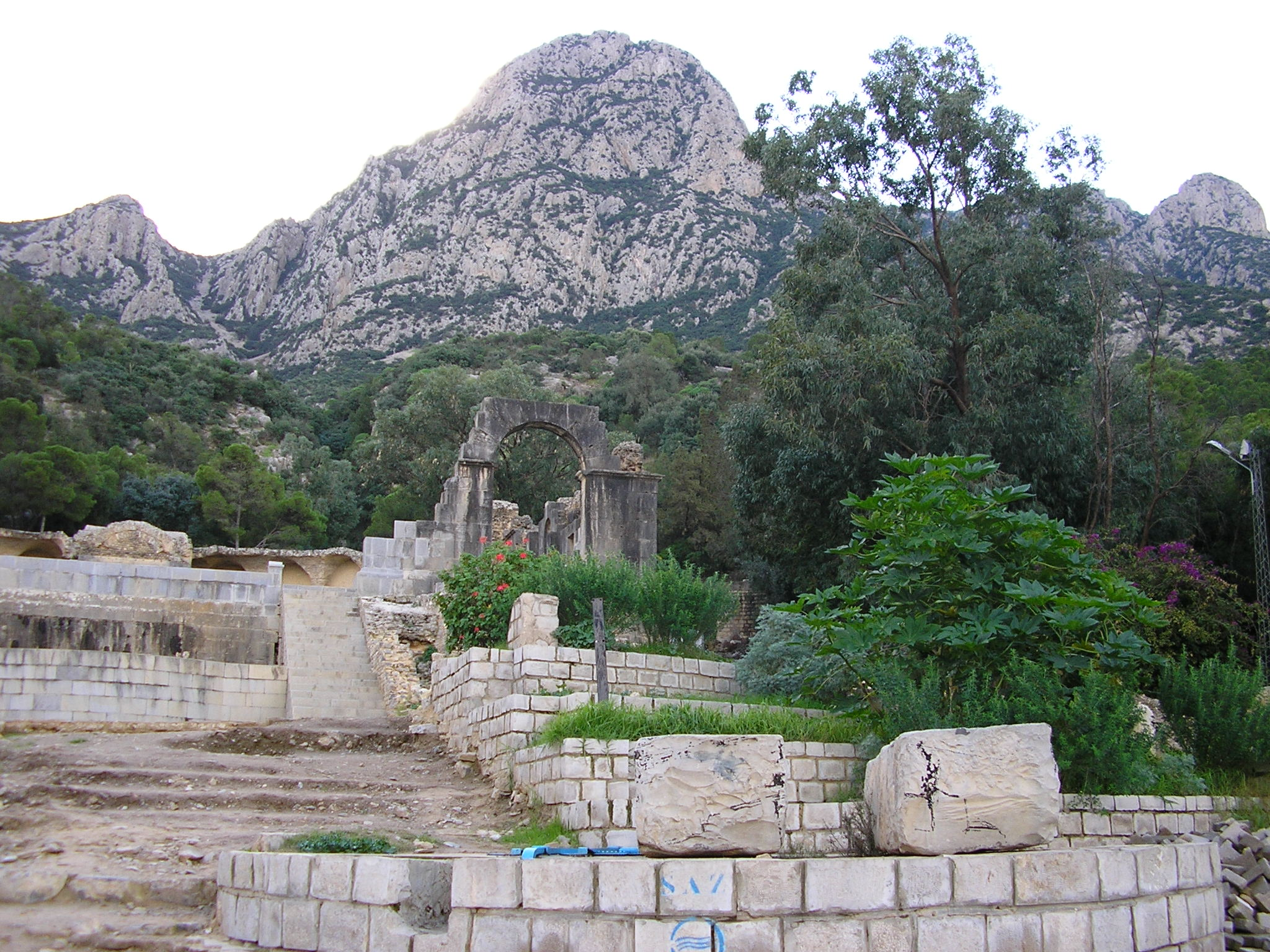
Massif du djebel Zaghouan adossé au Temple des Eaux.
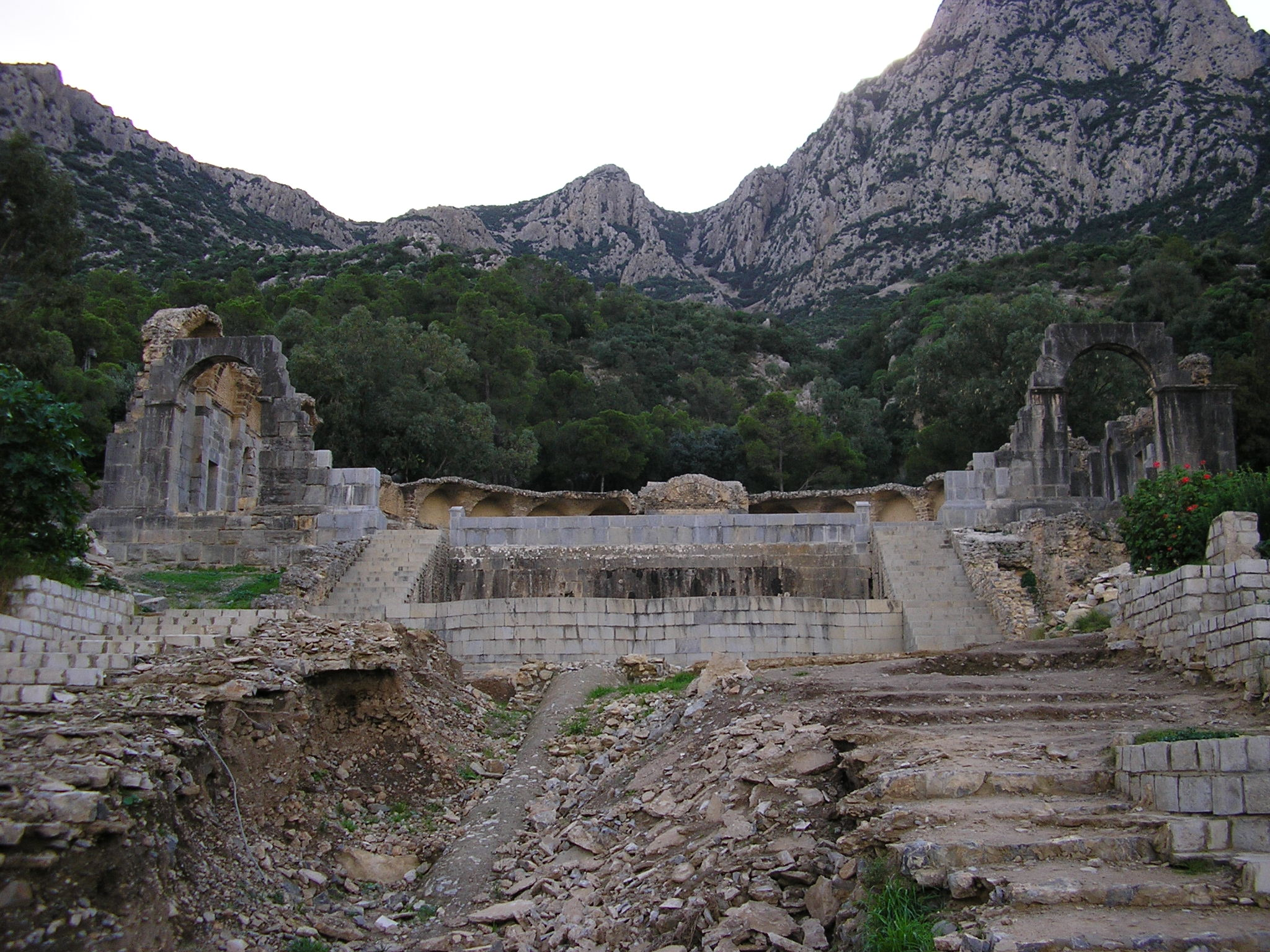
Aperçu partiel du temple.
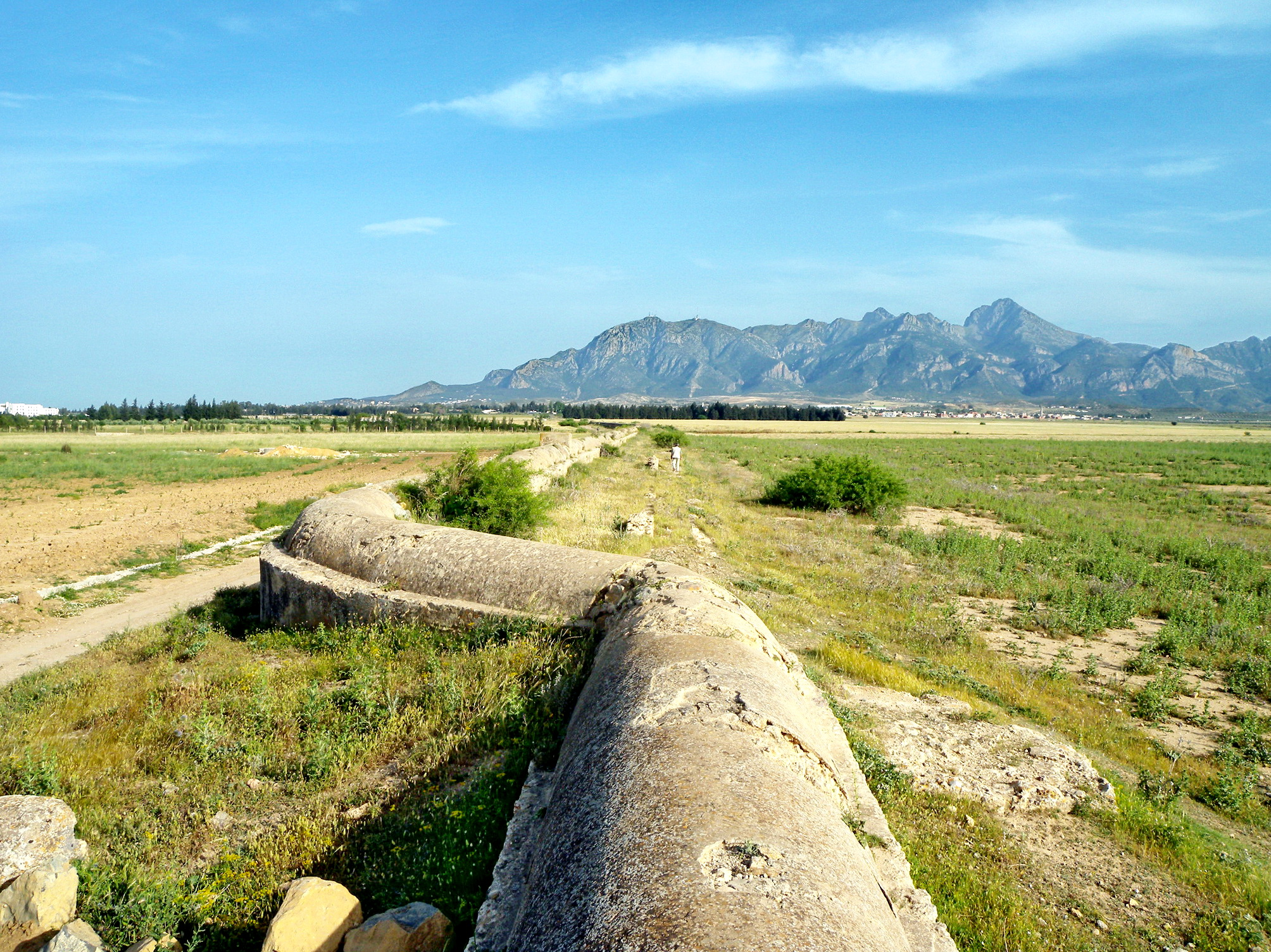
Aqueduc de Zaghouan au nord de Moghrane.